# Número primo triádico
Un número primo triádico (en inglés 3-way prime o triadic prime) es un número primo, capicúa en algún sistema de numeración y que además es simétrico a lo largo de la línea horizontal en la que se escriben sus dígitos (razón por la cual sus dígitos sólo pueden ser 0, 1, 3 y 8 en la base decimal).
C. W. Trigg les puso el nombre de palíndromos reflectables.
En el sistema binario, todos los números primos capicúas son triádicos, mientras que en sistemas de numeración con base mayor no es así.

## Ejemplo
Un ejemplo de este tipo de números es:
10...0111013101110...01

donde la cadena 0...0 contiene 2509 ceros.